# كيم أندرسون (لاعب كرة قدم أمريكية)
كيم أندرسون (بالإنجليزية: Kim Anderson)‏ هو لاعب كرة قدم أمريكية أمريكي، ولد في 19 يوليو 1957 في باسادينا في الولايات المتحدة.

## وصلات خارجية
- كيم أندرسون على موقع مرجع كرة القدم المحترفة.كوم (الإنجليزية)